# Pterartoria
Pterartoria Purcell, 1903 è un genere di ragni appartenente alla famiglia Lycosidae.

## Distribuzione
Delle cinque specie note di questo genere, quattro sono state reperite nella Repubblica Sudafricana ed una sull'isola di Celebes, in Indonesia.

## Tassonomia
Considerato un sinonimo anteriore di Pterartoriola Roewer, 1959 in un lavoro dell'aracnologo Guy del 1966.
Non sono stati esaminati esemplari di questo genere dal 1959.
Attualmente, a novembre 2017, si compone di 5 specie:
- Pterartoria arbuscula (Purcell, 1903)[2] — Sudafrica
- Pterartoria fissivittata Purcell, 1903 — Sudafrica
- Pterartoria flavolimbata Purcell, 1903 — Sudafrica
- Pterartoria masarangi (Merian, 1911) — Celebes (Indonesia)
- Pterartoria polysticta Purcell, 1903 — Sudafrica